# Verwaltungsgliederung der Republik Baschkortostan
Die Republik Baschkortostan im Föderationskreis Wolga der Russischen Föderation gliedert sich in 54 Rajons und neun Stadtkreise, davon ein SATO, die „geschlossene Stadt“ Meschgorje (Stand 2014).
Die Rajons unterteilen sich in insgesamt 14 Stadtgemeinden (gorodskoje posselenije) und 818 Landgemeinden (selskoje posselenije).

## Stadtkreise
| Nr.  | Stadtkreis  | Einwohner | Fläche (km²) | Bevölkerungs- dichte (Ew./km²) | Stadt- bevölkerung | Land- bevölkerung | Weitere Ortschaften                            | Anzahl Städte | Anzahl Dörfer |
| ---- | ----------- | --------- | ------------ | ------------------------------ | ------------------ | ----------------- | ---------------------------------------------- | ------------- | ------------- |
| I    | Agidel      | 16.370    | 66,5         | 246                            | 16.370             |                   |                                                | 1             | 0             |
| II   | Kumertau    | 67.078    | 169,6        | 396                            | 62.851             | 4.227             | Majatschny                                     | 1             | 4             |
| III  | Meschgorje  | 17.352    | 221          | 79                             | 17.352             |                   |                                                | 1             | 0             |
| IV   | Neftekamsk  | 133.535   | 147,25       | 907                            | 121.733            | 11.802            | Amsja, Energetik, Taschkinowo                  | 1             | 7             |
| V    | Oktjabrski  | 109.474   | 98,83        | 1.108                          | 109.474            |                   |                                                | 1             | 0             |
| VI   | Salawat     | 156.095   | 106,23       | 1.469                          | 156.095            |                   |                                                | 1             | 0             |
| VII  | Sibai       | 63.838    | 154,31       | 414                            | 62.763             | 1.075             | Tujaljas                                       | 1             | 1             |
| VIII | Sterlitamak | 273.486   | 108,52       | 2.520                          | 273.486            |                   |                                                | 1             | 0             |
| IX   | Ufa         | 1.071.640 | 707,93       | 1.514                          | 1.062.319          | 9.321             | Nagajewo, Nowyje Tscherkassy, Staryje Turbasly | 1             | 24            |

## Rajons
| Nr. | Rajon               | Ein- wohner | Fläche (km²) | Bev.- dichte (Ew./km²) | Bevölkerung | Bevölkerung | Verwaltungs- sitz    | Gemeindesitze | Anzahl Gemeinden | Anzahl Gemeinden |
| Nr. | Rajon               | Ein- wohner | Fläche (km²) | Bev.- dichte (Ew./km²) | Stadt       | Land        | Verwaltungs- sitz    | Gemeindesitze | Stadt            | Land             |
| --- | ------------------- | ----------- | ------------ | ---------------------- | ----------- | ----------- | -------------------- | --- | ---------------- | ---------------- |
| 1   | Abselilowski        | 45.551      | 4.288,91     | 11                     |             | 45.551      | Askarowo             | Land: Amangildino, Askarowo, Baimowo, Burangulowo, Chalilowo, Chamitowo, Dawletowo, Gussewo, Ischkulowo, Jangelskoje, Kirdassowo, Krasnaja Baschkirija, Michailowka, Taschbulatowo, Zelinny |                  | 15               |
| 2   | Alschejewski        | 43.647      | 2.411,42     | 18                     |             | 43.647      | Rajewski             | Land: Abdraschitowo, Aksjonowo, Gainijamak, Karmyschewo, Kasanka, Kiptschak-Askarowo, Mendjanowo, Nigmatullino, Nikifarowo, Nischneje Awrjusowo, Nowosepjaschewo, Rajewski, Schafranowo, Seljony Klin, Slak, Taschly, Tawritschanka, Truntaischewo, Tschebenli, Wosdwischenka                                      |                  | 20               |
| 3   | Archangelski        | 18.514      | 2.421,45     | 7,6                    |             | 18.514      | Archangelskoje       | Land: Absanowo, Archangelskoje, Bakaldinskoje, Blagoweschtschenka, Irnykschi, Krasny Silim, Maxim Gorki, Orlowka, Schakirowka, Tawakatschewo, Usunlarowo, Walentinowka |                  | 12               |
| 4   | Askinski            | 21.272      | 2.542,09     | 8,4                    |             | 21.272      | Askino               | Land: Arbaschewo, Askino, Jewbuljak, Kartkissjak, Kaschkino, Kljutschi, Kschlau-Jelga, Kubijasy, Kungak, Petropawlowka, Stary Mutabasch, Staryje Kasantschi, Sultanbekowo, Urmijasy, Ust-Tabaska |                  | 15               |
| 5   | Aurgasinski         | 36.970      | 2.014,03     | 18                     |             | 36.970      | Tolbasy              | Land: Balyklykul, Bischkain, Ischly, Ismagilowo, Kebjatschewo, Kujesbaschewo, Maloje Ibrajewo, Messeli, Michailowka, Nowy Kaltschir, Semjonkino, Staroabsaljamowo, Stepanowka, Sultanmuratowo, Taschtamak, Tatarski Nagadak, Tolbasy, Trjapino, Tschuwasch-Karamaly, Tukajewo, Turumbet                            |                  | 21               |
| 6   | Baimakski           | 58.572      | 5.630,55     | 10                     | 17.710      | 40.862      | Baimak               | Stadt: Baimak Land: Abdulkarimowo, Akmurun, Bekeschewo, Biljalowo, Ischberda, Ischmuchametowo, Ischmursino, Jaratowo, Jumaschewo, Kultschurowo, Kussejewo, Merjassowo, Nigamatowo, Perwoje Itkulowo, Perwoje Turkmenewo, Semjonowskoje, Stary Sibai, Tatlybajewo, Temjassowo, Tubinski, Urgasa, Werchnetawlykajewo | 1                | 22               |
| 7   | Bakalinski          | 28.776      | 1.950,81     | 15                     |             | 28.776      | Bakaly               | Land: Achmanowo, Bakaly, Busjurowo, Dijaschewo, Kamyschlytamak, Kilejewo, Kuschtirjakowo, Michailowka, Mustafino, Nowokatajewo, Nowoursajewo, Starokostejewo, Starokurutschewo, Staryje Maty, Staryje Scharaschli, Taktagulowo, Urmanajewo                                                                         |                  | 17               |
| 8   | Baltatschewski      | 21.623      | 1.598,32     | 14                     |             | 21.623      | Starobaltatschewo    | Land: Jalangatschewo, Kundaschly, Nischneiwanajewo, Nischnesikijasowo, Norkino, Nowojamursino, Schawjady, Schtandy, Seitjakowo, Starobaltatschewo, Starojanbajewo, Starotimkino, Toschkurowo, Tutschubajewo, Werchnekaryschewo                                                                                     |                  | 15               |
| 9   | Belebejewski        | 101.896     | 1.911,2      | 53                     | 81.079      | 20.817      | Belebei              | Stadt: Belebei, Prijutowo Land: Aksakowo, Alexejewka, Annowka, Baschenowo, Jermolkino, Malinowka, Metewbasch, Pachar, Scharowka, Slakbasch, Snamenka, Starosemjonkino, Tuslukusch, Ussen-Iwanowskoje, Zentralnoi ussadby plemsawoda imeni Maxima Gorkogo                                                           | 2                | 15               |
| 10  | Belokataiski        | 20.169      | 3.037,39     | 6,6                    |             | 20.169      | Nowobelokatai        | Land: Atarscha, Beljanka, Janybajewo, Jemaschi, Karlychanowo, Lewali, Maigasa, Nischneutjaschewo, Nischni Iskusch, Noguschi, Nowobelokatai, Starobelokatai, Urgala |                  | 13               |
| 11  | Belorezki           | 107.248     | 11.345,77    | 9,5                    | 68.806      | 38.442      | Belorezk             | Stadt: Belorezk Land: Absakowo, Asikejewo, Assy, Inser, Ischlja, Kaga, Lomowka, Nikolajewka, Otnurok, Schelesnodoroschny, Schigajewo, Sermenewo, Sigasa, Sosnowka, Sujakowo, Tirljanski, Tukan, Usjan, Werchni Awsjan                                                                                              | 1                | 19               |
| 12  | Birski              | 61.496      | 1.786,49     | 34                     | 41.635      | 19.861      | Birsk                | Stadt: Birsk Land: Bachtybajewo, Kalinniki, Kussekejewo, Majadykowo, Ossinowka, Petschenkino, Pitjakowo, Silantjewo, Starobasanowo, Staroburnowo, Suslowo, Tschischma, Ugusewo, Werchnelatschentau | 1                | 14               |
| 13  | Bischbuljakski      | 26.080      | 2.133,9      | 12                     |             | 26.080      | Bischbuljak          | Land: Aitowo, Baslyk, Bikkulowo, Bischbuljak, Djomski, Jelbulaktamak, Kamenka, Kenger-Meneus, Kosch-Jelga, Michailowka, Sirikly, Suchoretschka, Ussak-Kitschu |                  | 13               |
| 14  | Blagowarski         | 26.004      | 1.688,15     | 15                     |             | 26.004      | Jasykowo             | Land: Balyschly, Blagowar, Dmitrijewka, Jamakai, Jasykowo, Kaschkalaschi, Mirny, Perwomaiski, Prischib, Scharlyk, Starokutscherbajewo, Tan, Troizki, Udrjakbasch, Werchnije Kargaly |                  | 15               |
| 15  | Blagoweschtschenski | 49.736      | 2.323,9      | 21                     | 34.239      | 15.497      | Blagoweschtschensk   | Stadt: Blagoweschtschensk Land: Bedejewa Poljana, Bogorodskoje, Iljino-Poljana, Nikolajewka, Nowonadeschdino, Orlowka, Ossipowka, Pokrowka, Sanninskoje, Staroilikowo, Staronadeschdino, Tugai, Udelno-Duwanei, Werchni Isjak, Wolkowo                                                                             | 1                | 15               |
| 16  | Burajewski          | 25.154      | 1.792,26     | 14                     |             | 25.154      | Burajewo             | Land: Asjakowo, Bolschebadrakowo, Burajewo, Kainlykowo, Kaschkalewo, Kusbajewo, Kuschmanakowo, Nowotaslarowo, Tangatarowo, Tepljaki, Tschelkakowo, Wanysch-Alpautowo, Wostrezowo |                  | 13               |
| 17  | Bursjanski          | 16.698      | 4.443,81     | 3,8                    |             | 16.698      | Starosubchangulowo   | Land: Abdulmambetowo, Askarowo, Atikowo, Baigasino, Bainasarowo, Galiakberowo, Irgisly, Kijekbajewo, Kulganino, Nowomunassipowo, Starosubchangulowo, Timirowo |                  | 12               |
| 18  | Busdjakski          | 30.688      | 1.632,8      | 19                     |             | 30.688      | Busdjak              | Land: Busdjak, Gafuri, Kanly-Turkejewo, Karan, Kilimowo, Kopei-Kubowo, Kusejewo, Sabajewo, Starotawlarowo, Staryje Bogady, Tjurjuschewo, Urtakul |                  | 12               |
| 19  | Chaibullinski       | 33.398      | 3.911,66     | 8,5                    |             | 33.398      | Akjar                | Land: Akjar, Antingan, Bolscheabischewo, Buribai, Fjodorowka, Galiachmetowo, Iwanowka, Makan, Nowy Sirgan, Podolsk, Samarskoje, Tatyr-Usjak, Ufimski, Zelinnoje |                  | 14               |
| 20  | Dawlekanowski       | 42.465      | 1.907,31     | 22                     | 24.073      | 18.392      | Dawlekanowo          | Stadt: Dawlekanowo Land: Alga, Bik-Karmaly, Djurtjuli, Imai-Karmaly, Iwanowka, Kadyrgulowo, Kasangulowo, Kidrjatschewo, Mikjaschewo, Poljakowka, Rajewo, Rasswet, Schestajewo, Sergiopol, Sokolowka, Tschujuntschi                                                                                                 | 1                | 16               |
| 21  | Djurtjulinski       | 64.426      | 1.694,2      | 38                     | 31.274      | 33.152      | Djurtjuli            | Stadt: Djurtjuli Land: Angassjak, Assjanowo, Ismailowo, Iwanajewo, Kukkujanowo, Majadyk, Moskowo, Semiletka, Starobaischewo, Starojantusowo, Sukkulowo, Taimursino, Tscherlak, Utschpili | 1                | 14               |
| 22  | Duwanski            | 31.068      | 3.243,15     | 9,6                    |             | 31.068      | Messjagutowo         | Land: Arijewo, Duwan, Jaroslawka, Lemasy, Messjagutowo, Meteli, Michailowka, Ruchtino, Saimka, Saljewka, Sikijas, Ulkundy, Wosnessenka |                  | 13               |
| 23  | Fjodorowski         | 18.650      | 1.693,24     | 11                     |             | 18.650      | Fjodorowka           | Land: Bala-Tschetyrman, Balykly, Dedowo, Deniskino, Fjodorowka, Gontscharowka, Jurmaty, Karalatschik, Kljutschewka, Michailowka, Pokrowka, Tenjajewo, Werchnejauschewo, Werchni Alyschtan |                  | 14               |
| 24  | Gafurijski          | 33.869      | 3.038,02     | 11                     |             | 33.869      | Krasnoussolski       | Land: Beloje Osero, Burly, Burunowka, Inselga, Jangiskain, Karagajewo, Kowardy, Krasnoussolski, Mrakowo, Nischni Taschbukan, Saitbaba, Silim-Karanowo, Tabynskoje, Taschla, Tolparowo, Utjakowo |                  | 16               |
| 25  | Iglinski            | 49.675      | 2.455,88     | 20                     |             | 49.675      | Iglino               | Land: Akberdino, Austrum, Baltika, Iglino, Iwano-Kasanka, Kaltowka, Kaltymanowo, Krasny Woschod, Kudejewski, Maiski, Minsitarowo, Nischnije Lemesy, Ochlebinino, Pjatiletka, Tawtimanowo, Tschuwasch-Kubowo, Turbasly, Ulu-Teljak, Urman                                                                           |                  | 19               |
| 26  | Ilischewski         | 34.654      | 1.973,55     | 18                     |             | 34.654      | Werchnejarkejewo     | Land: Akkusewo, Andrejewka, Basitamak, Bischkurajewo, Djumejewo, Igmetowo, Ischkarowo, Issametowo, Issanbajewo, Itejewo, Jabalakowo, Kadyrowo, Karabaschewo, Nischnetscherekulewo, Nowomedwedewo, Rsajewo, Sjultino, Starokuktowo, Tasejewo, Urmetowo, Werchnejarkejewo                                            |                  | 22               |
| 27  | Ischimbaiski        | 91.301      | 4.106,06     | 22                     | 66.259      | 25.042      | Ischimbai            | Stadt: Ischimbai Land: Ischejewo, Janurussowo, Kinsebulatowo, Kulgunino, Kusjanowo, Makarowo, Nischnearmetowo, Nowoaptikowo, Petrowskoje, Skwortschicha, Urman-Bischkadak, Werchneitkulowo, Werchotor | 1                | 13               |
| 28  | Janaulski           | 48.134      | 2.093,81     | 23                     | 26.924      | 21.210      | Janaul               | Stadt: Janaul Land: Assawdybasch, Baigusino, Ischboldino, Istjak, Itkinejewo, Jamady, Karmanowo, Kissak-Kain, Maximowo, Messjagutowo, Nowy Artaul, Orlowka, Sandugatsch, Schudek, Starokudaschewo, Stary Warjasch, Sussady-Ebalak, Wojady                                                                          | 1                | 18               |
| 29  | Jermekejewski       | 17.162      | 1.436,58     | 12                     |             | 17.162      | Jermekejewo          | Land: Beketowo, imeni 8 Marta, Jermekejewo, Nischneulu-Jelga, Rjatamak, Spartak, Srednije Karamaly, Staroturajewo, Staryje Sulli, Sujermetowo, Sukkulowo, Tarkasy, Usman-Taschly |                  | 13               |
| 30  | Kaltassinski        | 26.268      | 1.518,7      | 17                     |             | 26.268      | Kaltassy             | Land: Amsibasch, Bolschekatschakowo, Bolschoi Keltei, Kalegino, Kalmijabasch, Kaltassy, Krasnocholmski, Nischni Katschmasch, Nowokilbachtino, Starojaschewo, Tjuldi |                  | 11               |
| 31  | Karaidelski         | 27.945      | 3.785,78     | 7,4                    |             | 27.945      | Karaidel             | Land: Artakul, Baiki, Baikibaschewo, Jawgildino, Karaidel, Karajar, Kirsja, Kurtlykul, Maginsk, Nowomullakajewo, Nowy Berdjasch, Oserki, Podlubowo, Sedjasch, Stary Akbuljak, Urgusch, Urjusch-Bitullino |                  | 17               |
| 32  | Karmaskalinski      | 51.504      | 1.750,88     | 29                     |             | 51.504      | Karmaskaly           | Land: Adsitarowo, Busowjasy, Jefremkino, Kabakowo, Kamyschlinka, Karmaskaly, Konstantinowka, Nowyje Kijeschki, Podlubowo, Pribelski, Sachajewo, Sawalejewo, Schaimuratowo, Starobabitschewo, Staromussino, Ulukulewo                                                                                               |                  | 16               |
| 33  | Kiginski            | 19.137      | 1.688,36     | 11                     |             | 19.137      | Werchnije Kigi       | Land: Absajewo, Arslanowo, Duschanbekowo, Ibrajewo, Jelanlino, Kandakowka, Leusa, Nischnije Kigi, Werchnije Kigi |                  | 9                |
| 34  | Krasnokamski        | 27.986      | 1.594,92     | 18                     |             | 27.986      | Nikolo-Berjosowka    | Land: Arlan, Karijewo, Kujanowo, Musjak, Nikolo-Berjosowka, Nikolskoje, Nowaja Bura, Nowokabanowo, Nowonagajewo, Nowy Jansigit, Nowy Kainlyk, Rasdolje, Sausbasch, Schuschnur |                  | 14               |
| 35  | Kugartschinski      | 31.444      | 3.372,64     | 9,3                    |             | 31.444      | Mrakowo              | Land: Bikbulatowo, Ibrajewo, Issimowo, Jaltschino, Juldybai, Jumagusino, Kugartschi, Maksjutowo, Mrakowo, Nischnebikkusino, Nukajewo, Poboischtsche, Podgornoje, Saitkulowo, Sapykowo, Semjono-Petrowskoje, Tawakanowo, Werchnesansjapowo, Wolostnowka, Woskressenskoje                                            |                  | 20               |
| 36  | Kujurgasinski       | 25.125      | 2.235,42     | 11                     |             | 25.125      | Jermolajewo          | Land: Bachmut, Bugultschan, Ilkinejewo, Jakschimbetowo, Jermolajewo, Kriwle-Iljuschkino, Nowomuraptalowo, Nowotaimassowo, Schabagisch, Sjak-Ischmetowo, Staraja Otrada, Swoboda |                  | 12               |
| 37  | Kuschnarenkowski    | 27.491      | 1.717,77     | 16                     |             | 27.491      | Kuschnarenkowo       | Land: Achmetowo, Baitally, Bakajewo, Ilikowo, Karatscha-Jelga, Kuschnarenkowo, Scharipowo, Starobaskakowo, Starogumerowo, Starokurmaschewo, Staryje Kamyschly, Staryje Tukmakly |                  | 12               |
| 38  | Meleusowski         | 88.549      | 3.232,21     | 27                     | 61.390      | 27.159      | Meleus               | Stadt: Meleus Land: Alexandrowka, Antonowka, Aptrakowo, Bassurmanowka, Bogorodskoje, Darjino, Ischtuganowo, Karan, Kornejewka, Nordowka, Nugusch, Perwomaiskaja, Saryschewo, Sirgan, Smakowo, Woskressenskoje | 1                | 16               |
| 39  | Metschetlinski      | 25.032      | 1.556,67     | 16                     |             | 25.032      | Bolscheustjikinskoje | Land: Abdullino, Alegasowo, Bolschaja Oka, Bolscheustjikinskoje, Duwan-Metschetlino, Junussowo, Kurgatowo, Lemes-Tamak, Maloustjikinskoje, Nowojauschewo, Nowomeschtscherowo, Teljaschewo |                  | 12               |
| 40  | Mijakinski          | 28.224      | 2.051,28     | 14                     |             | 28.224      | Kirgis-Mijaki        | Land: Anjassewo, Bogdanowo, Bolschije Karkaly, Iltschigulowo, Jenebei-Ursajewo, Karan-Kunkas, Katscheganowo, Kirgis-Mijaki, Koschai-Semjonowka, Meneustamak, Nowyje Karamaly, Sadowy, Satyjewo, Sildjarowo, Urschakbaschkaramaly                                                                                   |                  | 15               |
| 41  | Mischkinski         | 25.318      | 1.689,11     | 15                     |             | 25.318      | Mischkino            | Land: Baimursino, Bolschessuchojasowo, Bolschije Schady, Irsajewo, Kairakowo, Kamejewo, Malonakarjakowo, Mischkino, Nowoakbulatowo, Nowotroizkoje, Tatarbajewo, Tschurajewo, Tynbajewo, Urjady |                  | 14               |
| 42  | Nurimanowski        | 20.824      | 2.511,84     | 8,3                    |             | 20.824      | Krasnaja Gorka       | Land: Baigildino, Basch-Schidy, Krasnaja Gorka, Krasny Kljutsch, Nikolskoje, Nowokulewo, Nowy Subai, Pawlowka, Perwomaisk, Sarwa, Starobedejewo, Starokulewo |                  | 12               |
| 43  | Salawatski          | 26.566      | 2.182,22     | 12                     |             | 26.566      | Malojas              | Land: Alkino, Arkaulowo, Ischimbajewo, Jangantau, Lagerewo, Lakly, Malojas, Meschtschegarowo, Metschetlino, Mursalimkino, Nassibasch, Perwomaiski, Taimejewo, Tatarski Malojas, Termenewo, Turnaly |                  | 16               |
| 44  | Scharanski          | 22.514      | 1.384,2      | 16                     |             | 22.514      | Scharan              | Land: Akbarissowo, Basgijewo, Djurtjuli, Dmitrijewa Poljana, Mitschurinsk, Nischnesaitowo, Nischnije Taschly, Nurejewo, Pissarewo, Scharan, Sirikly, Starotumbaguschewo, Tschalmaly |                  | 13               |
| 45  | Siantschurinski     | 27.626      | 3.342,35     | 8,3                    |             | 27.626      | Issjangulowo         | Land: Absanowo, Arsjonowo, Baischewo, Idelbakowo, Ischemgul, Issjangulowo, Janybajewo, Kugartschi, Malinowka, Nowopetrowskoje, Seregulowo, Taslarowo, Truschino, Utjagulowo, Werchni Muinak |                  | 15               |
| 46  | Silairski           | 16.590      | 5.773,99     | 2,9                    |             | 16.590      | Silair               | Land: Berdjasch, Dmitrijewka, Iwano-Kuwalat, Jamansas, Juldybajewo, Jumaguschino, Kananikolskoje, Kaschkarowo, Kyslar-Birgan, Matrajewo, Sabyrowo, Silair, Werchnegalejewo |                  | 13               |
| 47  | Sterlibaschewski    | 20.217      | 1.608,75     | 13                     |             | 20.217      | Sterlibaschewo       | Land: Aidarali, Bakejewo, Busat, Chalikejewo, Jangurtscha, Jascherganowo, Jelimbetowo, Kabakusch, Karagusch, Kuganakbasch, Kundrjak, Nischni Allaguwat, Stary Kalkasch, Sterlibaschewo, Tjater-Araslanowo |                  | 15               |
| 48  | Sterlitamakski      | 40.325      | 2.221,6      | 18                     |             | 40.325      | Sterlitamak          | Land: Aigulewo, Ajutschewo, Alatana, Bolschoi Kuganak, Burikasganowo, Konstantinogradowka, Maximowka, Naumowka, Nikolajewka, Nowaja Otradowka, Nowofjodorowskoje, Nowoje Barjatino, Nowy Krasnojar, Oktjabrskoje, Perwomaiskoje, Podlesnoje, Rjasanowka, Roschtschinski, Tjurjuschlja, Werchnije Usly              |                  | 20               |
| 49  | Tatyschlinski       | 25.159      | 1.376,15     | 18                     |             | 25.159      | Werchnije Tatyschly  | Land: Aksaitowo, Badrjaschewo, Bul-Kaipanowo, Jalgys-Narat, Kaltjajewo, Nischnebaltatschewo, Nowyje Tatyschly, Schulganowo, Staroakbulatowo, Starokalmijarowo, Stary Kurdym, Werchnekudaschewo, Werchnije Tatyschly                                                                                                |                  | 13               |
| 50  | Tschekmaguschewski  | 30.780      | 1.686,16     | 18                     |             | 30.780      | Tschekmagusch        | Land: Imjanlikulewo, Jumaschewo, Kalmaschbaschewo, Nowobaltatschewo, Nowokutowo, Rapatowo, Resjapowo, Starobaschirowo, Starokalmaschewo, Tainjaschewo, Tschekmagusch, Tuslukuschewo, Urnjak |                  | 13               |
| 51  | Tschischminski      | 52.344      | 1.823,77     | 29                     | 21.196      | 31.148      | Tschischmy           | Stadt: Tschischmy Land: Alkino-2, Arowo, Arslanowo, Dmitrijewka, Durassowo, Ibragimowo, Jengalyschewo, Jeremejewo, Kara-Jakupowo, Nowotroizkoje, Safarowo, Schingak-Kul, Tschischmy, Tschuwalkipowo, Usytamak | 1                | 15               |
| 52  | Tuimasinski         | 131.225     | 2.403,52     | 55                     | 66.836      | 64.389      | Tuimasy              | Stadt: Tuimasy Land: Alexejewka, Bischkurajewo, Duslyk, Iltschimbetowo, Kakrybaschewo, Kandry, Karamaly-Gubejewo, Karatowo, Nikolajewka, Nischnetroizki, Sairanowo, Serafimowski, Staryje Tuimasy, Subchankulowo, Tatar-Ulkanowo, Tjumenjak, Werchnetroizkoje, Werchnije Bischindy                                 | 1                | 18               |
| 53  | Ufimski             | 67.067      | 1.598,77     | 42                     |             | 67.067      | Ufa                  | Land: Alexejewka, Awdon, Bulgakowo, Dmitrijewka, Karmassan, Kirillowo, Krasny Jar, Michailowka, Milowka, Nikolajewka, Oktjabrski, Olchowoje, Russki Jurmasch, Sanatorija Jumatowo imeni 15-letija BASSR, Schukowo, Subowo, Taptykowo, Tscherkassy, Tschesnokowka                                                   |                  | 19               |
| 54  | Utschalinski        | 73.268      | 4.553        | 16                     | 37.788      | 35.480      | Utschaly             | Stadt: Utschaly Land: Achunowo, Buida, Iltschigulowo, Iltschino, Imangulowo, Kirjabinskoje, Komsomolsk, Kunakbajewo, Malokasakkulowo, Mansurowo, Mindjak, Naurusowo, Nowobairamgulowo, Poljakowka, Safarowo, Uralsk, Urasowo, Utschaly                                                                             | 1                | 18               |